# Sân bay Yerbogachen
Sân bay Yerbogachen (IATA: ERG, ICAO: UIKE) là một sân bay ở Yerbogachen, tỉnh Irkutsk, Nga.

## Hãng hàng không và điểm đến
| Hãng hàng không | Các điểm đến |
| --------------- | ------------ |
| Angara Airlines | Irkutsk      |

## Thống kê
Nguồn: 